# تشوي هو
تشوي هو هو كاتب سيناريو ومخرج كوري الجنوبي، ولد في 1967 في سول في كوريا الجنوبية.

## أعماله

### من تأليفه
1. فتح أبواب المدرسة الموصدة Opening the Closed School Gates (1992)
2. العاشق الشاب Young Lover (1994)
3. وداعا يونيو Bye June (1998)
4. من أنت؟ Who R. U.? (2002)
5. ربطة دموية Bloody Tie]] (2006)
6. السبعينات، انطلق انطلق Go Go 70s (2008)
7. النزال الكبير (2014) Big Match

### كاتب سيناريو
1. وداعا يونيو Bye June (1998)
2. من أنت؟ Who R. U.? (2002)
3. ربطة دموية Bloody Tie]] (2006)
4. السبعينات، انطلق انطلق Go Go 70s (2008)
5. النزال الكبير (2014) Big Match

## وصلات خارجية
- تشوي هو على موقع IMDb (الإنجليزية)
- تشوي هو على موقع أول موفي (الإنجليزية)
- تشوي هو على موقع قاعدة بيانات الفيلم (الإنجليزية)
- تشوي هو على موقع كينوبويسك (الروسية)